# قرار مجلس الأمن التابع للأمم المتحدة رقم 523
قرار مجلس الأمن التابع للأمم المتحدة رقم 523، المتخذ في 18 أكتوبر / تشرين الأول 1982، بعد التذكير بالقرارات 425 (1978)، 426 (1978)، 508 (1982)، 509 (1982) و519 (1982)، وكذلك دراسة تقرير الأمين العام حول قوة الأمم المتحدة المؤقتة في لبنان (اليونيفيل)، قرر المجلس تمديد ولاية اليونيفيل حتى 19 يناير 1983.
أصر القرار على أنه لا ينبغي أن يكون هناك أي تدخل في عمليات القوة، المخولة الآن بتنفيذ المهام الإنسانية بموجب القرار 511 (1982). ثم طلب المجلس من الأمين العام تقديم تقرير عن الوضع في غضون ثلاثة أشهر بعد التشاور مع الحكومة اللبنانية.
تم اعتماد القرار بأغلبية 13 صوتًا، مع امتناع عضوين عن التصويت من جمهورية بولندا الشعبية والاتحاد السوفيتي.